# Caracciolo
Caracciolo je priimek več oseb:
- Andrea Caracciolo, italijanski nogometaš
- Carmine Nicolao Caracciolo, italijansko-španski plemič
- Diego Innico Caracciolo di Martina, italijanski kardinal
- Lucio Caracciolo, francoski general
- Marino Ascanio Caracciolo, italijanski rimskokatoliški duhovnik